# Sacramento (Kentucky)
Pour les articles homonymes, voir Sacramento (homonymie).
Sacramento est une ville américaine située dans le comté de McLean, dans le Kentucky. Selon le recensement de 2020, sa population est de 429 habitants.

## Histoire
Durant la guerre de Sécession, la ville a été, 28 décembre 1861, le théâtre de la bataille de Sacramento (en) qui a vu les troupes confédérées de Nathan Bedford Forrest l'emporter sur les soldats de l'Union menés par Eli Houston Murray.